# الکساندر میچرلیش
الکساندر میچرلیش (آلمانی: Alexander Mitscherlich؛ ۲۸ مهٔ ۱۸۳۶ – ۳۱ مهٔ ۱۹۱۸) یک شیمی‌دان اهل آلمان بود.